# Суардон
Суардо́н (осет. Суардо́н, транслит. Suardón) — природная столовая минеральная вода гидрокарбонатно-натриево-кальциевого состава. Добывается из источника «Суардон», расположенного на территории Коринского месторождения минеральных вод в горной части Дигорского района Республики Северная Осетия — Алания (Россия).

## Производство
Коммерческое производство минеральной воды «Суардон» впервые началось в 2011 году. Производителем и правообладателем товарного знака «Суардон» / Suardon® является осетинская компания ООО «Суардон», основанная в 2008 году в Республике Северная Осетия — Алания.
В соответствии с лицензией на пользование недрами, выданной Министерством природных ресурсов и экологии Республики Северная Осетия — Алания, компания имеет статус недропользователя и осуществляет производство бутилированной минеральной и питьевой воды и безалкогольных напитков.
Целевое назначение и виды работ включают разведку, геологическое изучение и добычу подземных питьевых вод из каптированного источника «Суардон» с целью хозяйственно-питьевого водоснабжения и промышленного розлива. Участок недр имеет статус горного отвода и расположен в горной части Дигорского района РСО — Алания.

## Этимология
«Суардон» (ирон. Suardon, дигор. Sauærdon) в переводе с осетинского языка означает «минеральная вода». Наименование представляет собой гидроним — официальное название реки Суардон, протекающей в пределах Коринского месторождения минеральных вод РСО — Алания. Лексема зафиксирована в русско-осетинских лексикографических источниках и употребляется в топонимической практике как в иронском, так и в дигорском диалектах осетинского языка. Топоним закреплён в лингвистической, нормативно-правовой и картографической практике как официальное географическое наименование.

## История
Развитие рынка бутилированной питьевой и минеральной воды в России началось в 1990-х годах. К 2007 году потребление этой продукции увеличилось на 30 %, что способствовало формированию спроса на новые бренды. В этот период была инициирована разработка проекта, ориентированного на создание минеральной воды, соответствующей современным требованиям и локальной идентичности.
На основе анализа профильной литературы, гидрогеологических данных и опросов местного населения в 2008 году была зарегистрирована компания и разработан бренд «Суардон», название которого восходит к осетинскому слову, обозначающему «минеральную воду». При создании бренда подчёркивалась его культурная и языковая связь с регионом происхождения, что определяло социальную направленность проекта.
До запуска широкого производства проводились гидрогеологические изыскания, выпускались пилотные партии продукции, участвовавшие в конкурсах и благотворительных мероприятиях. Масштабный выход на рынок осуществлялся поэтапно в 2011, 2013, 2014, 2015 и 2017 годах.

## Месторождение
Коринское месторождение минеральных вод — одно из четырёх официально зарегистрированных в Республике Северная Осетия — Алания. Расположено в горной части Дигорского района на высоте 600–700 метров над уровнем моря.
В результате гидрогеологических исследований, проведённых в 1970–1980-х годах, были выявлены водоносные горизонты с пресными и минеральными водами различного химического состава и температуры.
Каптированный источник «Суардон» расположен в пределах зоны санитарной охраны и представляет собой самоизливающийся природный выход воды с дебитом около 2,5 м³/ч. Геологические условия обеспечивают стабильный режим и надёжную защиту от поверхностного загрязнения, что делает источник пригодным для промышленного розлива.

## Характеристика
Минеральная вода «Суардон» характеризуется общей минерализацией 0,48 г/л и выпускается в двух вариантах — газированном и негазированном. Согласно ГОСТ Р 54316–2020, относится к природным минеральным питьевым столовым водам гидрокарбонатно-натриево-кальциевого состава. По степени минерализации (менее 1 г/л) классифицируется как олигоминеральная. Не имеет ограничений в употреблении и не обладает выраженными лечебными свойствами.
| Основной ионный состав воды |        |        |         |         |         |
| Анионы                      | Анионы | Анионы | Катионы | Катионы | Катионы |
| HCO3                        | SO42   | CL-    | Ca2+    | Mg2+    | Na +K   |
| 250-350                     | < 50   | 5-20   | 30-80   | < 50    | 10-60   |
| Минерализация 100 — 500 г/л |        |        |         |         |         |